# ジェヌーリ
ジェヌーリ（イタリア語: Genuri）は、イタリア共和国サルデーニャ州南サルデーニャ県にある、人口約300人の基礎自治体（コムーネ）。

## 地理

### 位置・広がり

#### 隣接コムーネ
隣接するコムーネは以下の通り。括弧内のORはオリスターノ県所属を示す。
- バラーディリ (OR)
- ジェノーニ
- セッツ
- シーニ (OR)
- トゥッリ